# Платонови форми на управление
В Древна Гърция са създадени първите систематични политически теории за държавата и видовете форма на управление.
Видовете форми на управление според Платон са:
1. Идеалната държава
2. Тимокрация
3. Олигархия
4. Демокрация
5. Тирания

Платон разглежда промяната и смяната на държавните управления като кръговрат. Всяка държавна уредба загива от вътрешни противоречия, присъщи на собствения ѝ принцип и от злоупотребата с него. Това, което се осъществява в неограничени размери води до своята противоположност.

## Идеалната държава
Идеалната държава е точно копие на божествената идея за държавата. Това е въплъщение на най-висшата идея.
Двете основни взаимносвързващи се начала, на които се уповава идеалната държава са:
1. Управление на мъдрите (Софокрация)
2. Действие на справедливи закони

Основното е стремежа към „евмония“, т.е. хармония в законите. Според Платон „Философите трябва да бъдат царе, или царете философи“.

## Тимокрация
Тимокрацията е държавната уредба, която най-много се доближава до „идеалната държава“. Честолюбиво и славно управление, на което основната ценност е войната. С такова управление са древногръцките градове Спарта и Крит. Но прекаленото водене на войни води до дисбаланс и съответно на преминаването на тимокрацията в олигархия.

## Олигархия
Олигархията се изгражда на основата на имуществения ценз. Основното благо е богатството и поради тази причина олигарсите (богатите) имат достъп до институциите на властта. Злоупотребата на основното благо и игнорирането на всякакви други ценности води до гибелта на олигархията и смяната ѝ с демокрацията (управлява се от малка група от обществото).

## Демокрация
Демокрацията е определяна от Платон като управлението на бедните, власт на мнозинството. Висшите държавни длъжности се разпределят чрез жребий. Държавната уредба е благоприятна и разнообразна, но е без нужното компетентно управление. Основната ценност е свободата, но това може да има и лоши последици, т.е. да доведе до анархия и по този начин се стига до тирания.

## Тирания
Тиранията се характеризира с това, че нейната основна ценност е властта. Това е управление извън законите. Типично за тази държавна уредба е липсата на всякаква свобода. Именно неспазването на законите характеризира тиранията много повече, отколкото жестокостта на тази власт. Управлява се само от един държавен глава – тиран.